# Conchita Bautista
María de la Concepción Bautista Fernández, más conocida como Conchita Bautista (El Arenal, Sevilla, España, 27 de octubre de 1936), es una conocida cantante y actriz española. Fue la primera artista en representar a España en el Festival de la Canción de Eurovisión (en 1961), así como en la edición de 1965.

## Biografía
Nació en la calle Pastor y Landero n.º 25 del Barrio del Arenal de Sevilla. Es la segunda de cinco hermanos, hija del agente comercial Laureano Bautista Martín-Romero y de Concepción Fernández Martínez. Debutó a los siete años como bailarina en una caseta de la feria de abril de Alicante. Hizo su primera aparición en el cine en la década de los cincuenta en la La Bella de Cádiz (1953), apareciendo más tarde en numerosas películas como Fuego en la sangre (1953), La Reina Mora (1955), La Venganza (1958), Thunderstorm (1957) y La Novia de Juan Lucero (1959) a lo largo de esta década. En la década siguiente apareció en películas tales como Las viudas, La boda, Escuela de seductoras, Feria en Sevilla, La rana verde, Los claveles y Esa chica es para mi. Su última película fue A mi las mujeres ni fu ni fa (1971) junto a Peret y José Luis López Vázquez.
Como cantante, formó parte de la delegación española que ganó la XI Copa de Europa de la Canción de Knokke, en Bélgica, y en 1969 en la que ganó el Festival de la Canción Singing Europa en Países Bajos.
Además en 1961 se convirtió en la primera artista española en participar en el Festival de Eurovisión, interpretando en Cannes «Estando contigo», compuesta por Augusto Algueró, clasificándose en 9.ª posición con 8 puntos. Lució un vestido prestado de Carmen Sevilla, que el día del festival se casaba precisamente con el compositor del tema. La canción fue interpretada poco después también por Marisol. Repetiría cuatro años más tarde en Nápoles con «¡Qué bueno, qué bueno!», esta vez obteniendo cero puntos, empatada con otros tres países.
También fue presentadora de varios programas de televisión.
Tenía una hija, María del Mar, que falleció el 28 de junio de 1975 a causa de un tumor cerebral.

## Filmografía
Está considerada como una de las mejores intérpretes españolas de la época. Participó en películas como:
- A mí las mujeres ni fu ni fa (1971)
- La boda (1964)
- Escuela de seductoras (1962)
- Feria en Sevilla (1960)
- La venganza (1958)
- La novia de Juan Lucero (1958)
- La reina mora (1954)
- Fuego en la sangre (1953)

## Discografía
Sencillos seleccionados:
- 1958: "Vienen Los Gitanos/Sombrerito/¿Pa Qué Quiero Yo Tus Ojos?/Dos Malos Amores"
- 1958: "Una Canción En La Noche/A La Vera, Verita/En Un Barquito Velero/Tanguillo De La Fortuna"
- 1958: "Con Dos Cuchillos Cruzaos/Cuando La Copla Es España/¡Toma Café!/La Niña Y El Río"
- 1959: "Romance De Lora Del Río/Morenita Cubana/Y Por La Torre Del Oro/Nardo Y Luna"
- 1959: "El Patio De Reverte/Campanitas Del Olvido/La Niña Del Farolero/Romance De La Utrera"
- 1961: "Estando contigo"
- 1965: "¡Qué bueno, qué bueno!/Tienes duende/Reina por un día/Yenka flamenca"
- 1967: "Acuérdate/El sendero del amor"
- 1973: "Por qué será, será/Puerta de Triana"
- 1973: "Te di, te di/Porque tú eres"
- 1974: "Amor de campanilleros/Con ese beso"
- 1975: "Camino la ciudad/Mi libertad"
- 1982: "Cara a cara"

Álbumes seleccionados:
- 1965: Reina por un día
- 1977: Conchita Bautista
- 1988: Conchita Bautista: Sus mejores canciones

DVD seleccionados:
- 2006: La Copla: Conchita Bautista y Rafael Farina